# Claus-Dieter Kuhn
Claus-Dieter Kuhn (* 19. Juli 1978 in Mutlangen) ist ein deutscher Biochemiker und Strukturbiologe, bekannt für Forschungen zu Ribonukleinsäuren.
Kuhn studierte Biochemie an der Universität Regensburg und der Universität Stockholm mit dem Master-Abschluss in Chemie und wurde 2008 am Genzentrum der Ludwig-Maximilians-Universität München bei Patrick Cramer promoviert, wofür der einen Promotionspreis und den Römerpreis der Universität erhielt. Danach war er am Cold Spring Harbor Laboratory, unterbrochen 2009 für ein Jahr bei der Firma Proteros Biostructures in Martinsried bei München. Kuhn hatte seine Post-Doc Zeit in den USA aus persönlichen Gründen abgebrochen, nahm sie aber 2010 wieder am Cold Spring Harbor Laboratory auf. Dort hatte er sich mit den Mechanismen der RNA-Interferenz beim Menschen befasst und speziell der Struktur des daran maßgeblich beteiligten Argonautenproteins Argonaute-2 (aufgeklärt von Elad Elkayam 2012 in Cold Spring Harbor) und klärte nach seiner Rückkehr den Mechanismus, wie instabile t-RNA von korrekter t-RNA in der Zelle unterschieden wird. Dabei arbeitete er teilweise mit Jeremy Wilusz zusammen. Ab 2014 leitet er eine Nachwuchsgruppe am Forschungszentrum für Bio-Makromoleküle der Universität Bayreuth.
Er forschte auf dem aktuellen Forschungsgebiet der RNA-Interferenz, also der Rolle von Ribonukleinsäuren in der Zelle jenseits von ihrer Rolle als Bestandteil der Übersetzungsmaschinerie zur Protein-Biosynthese und der Kodierung für Proteine. Kuhn fand, dass sich defekte t-RNA selbst markiert, bevor sie in der Zelle zum Abbau freigegeben wird (wobei sie das CCA-adding Enzym benutzt, das defekte und korrekte t-RNA etikettiert). Dazu musste er rund ein Dutzend Strukturen biologischer Makromoleküle aufklären. Er klärte auch die Rolle des Enzyms Argonaute-2, dass die Proteinbiosynthese regelt, indem es in Zusammenwirken mit einer kurzsträngigen RNA (Small interfering RNA oder microRNA) für die Zerschneidung der komplementären m-RNA sorgt (es ist Bestandteil des RNA-induced silencing complex, RISC). Die RNA-vermittelte Genabschaltung hat unter anderem mögliche Anwendungen in der Krebstherapie.
Kuhn befasste sich auch in seiner Doktorarbeit mit der Struktur von RNA-Polymerase I, von der er mit Röntgenkristallographie molekulare Schnappschüsse anfertigte und zur Strukturaufklärung beitrug (ihre vollständige Struktur wurde aber erst 2013 endgültig geklärt).
2016 erhielt er den Paul-Ehrlich-und-Ludwig-Darmstaedter-Nachwuchspreis. Er erhielt ein Kekulé-Stipendium des Fonds der Chemischen Industrie.

## Schriften
- Kuhn, Cramer u. a.: Functional architecture of RNA polymerase I., Cell, Band 131, 2007, S. 1260–1272, PMID 18160037
- Kuhn, Cramer u. a.: Structure of eukaryotic RNA polymerases, Ann. Rev. Biophys., Band 37, 2008, S. 337–352, PMID 18573085
- Elkayam, Kuhn u. a.: The structure of human argonaute-2 in complex with miR-20a, Cell, Band 150, 2012, S. 100–110, PMID 22682761
- mit Leemor Joshua-Tor: Eukaryotic Argonautes come into focus, Trends Biochem. Sci., Band 28, 2013, S. 263–271, PMID 23541793
- Kuhn, Wilusz, Joshua-Tor u. a.: On-enzyme refolding permits small RNA and tRNA surveillance by the CCA-adding enzyme, Cell, Band 160, 2015, S. 644–658, PMID 25640237
- Kuhn: RNA versatility governs tRNA function, BioEssays, Band 38, 2016, S. 465–473